# Нігерійський піджин
Нігерійський піджин — креольська версія англійської мови в Західній Африці, особливо в дельті Нігера. За підрахунками, 3-5 млн осіб послуговуються ним як першою мовою, 75 млн — як другою. Попри широке використання вона не вважається офіційною в Нігерії.
Нігерійський піджин виник як торгова мова, яка складається з іноземної мови та місцевої мови. Крім того, виникненню сприяла необхідність спілкування між нігерійцями, які проживають у містах та місцях різних етнічних груп, які не мають спільної мови.

## Особливості мови
Нігерійський піджин є, головним чином, розмовною мовою. Для нього характерна висока емоційність та жестикуляція. Орфографії ще повністю не сформувалася. Мова має спрощену звукову, морфологічну, синтаксичну системи, нескладний словотвір та систему речення. Піджин має велику кількість омофонів, Наприклад, thin, thing, tin вимовляється як [tin]. Розпізнавання відбувається через контекст, тон та інше.

## Використання
Нігерійський піджин поширений в установах, закладах. Його часто використовують засоби масової інформації, бізнесові кола. Піджин можна побачити в рекламі на радіо та телебаченні, бігбордах.
З 2017 року BBC здійснює мовлення нігерійським піджином.